# Phoberomys pattersoni
Phoberomys pattersoni és un rosegador fòssil gegantí que visqué durant el Miocè superior (fa uns 8 milions d'anys) a l'antic delta del riu Orinoco.
Aquest animal era realment gegantí: tot i estar relacionat amb els porcs espins i conills porquins, les dimensions de P. pattersoni eren comparables a les d'un bisó: mesurava tres metres de llarg (amb un metre i mig addicional de la cua) i pesava aproximadament 700 quilograms, sent un dels rosegadors més grossos que mai han existit. Com molts altres rosegadors, P. pattersoni era un herbívor dotat de molars i premolars de corona alta. Les potes anteriors són molt més curtes que les posteriors: aquest fet suggereix que l'animal podria haver passat molt de temps recolzat només sobre les potes posteriors i la cua. Probablement passava molt de temps a l'aigua o a prop seu, alimentant-se de les plantes que creixien a l'entorn.